# خانم حنفی (فیلم)
خانم حنفی (عربی: الآنسة حنفي) فیلمی در ژانر کمدی رمانتیک است که در سال ۱۹۵۴ منتشر شد. از بازیگران آن می‌توان به اسماعیل یاسین اشاره کرد.